# 飯山郵便局
飯山郵便局
- （いいやまゆうびんきょく） - 長野県飯山市にある郵便局。本記事にて記述する。
- （はんざんゆうびんきょく） - 香川県丸亀市にある郵便局。局番号は63082。

飯山郵便局（いいやまゆうびんきょく）は長野県飯山市にある郵便局。民営化前の分類では集配普通郵便局であった。

## 概要
住所：〒389-2299 長野県飯山市飯山974

## 沿革
- 1872年8月4日（明治5年7月1日） - 飯山郵便取扱所として開設[1]。
- 1875年（明治8年）1月1日 - 飯山郵便局（五等）となる。
- 1878年（明治11年） - 為替取扱を開始。
- 1879年（明治12年） - 貯金取扱を開始。
- 1894年（明治27年）1月16日 - 飯山郵便電信局となる。
- 1903年（明治36年）4月1日 - 通信官署官制の施行に伴い飯山郵便局となる。
- 1963年（昭和38年）3月15日 - 和文電報配達、電話交換、国内欧文電報受付・配達、国際電報受付・配達の各事務を、飯山電報電話局に移管[2]。
- 1966年（昭和41年）5月1日 - 特定郵便局から普通郵便局に局種別改定。
- 1982年（昭和57年）2月 - 局舎新築。
- 1989年（平成元年）3月31日 - 富倉郵便局の廃止に伴い、取扱事務を承継。
- 1999年（平成11年） - 外国通貨の両替および旅行小切手の売買に関する業務取扱を開始。
- 2007年（平成19年）10月1日 - 民営化に伴い、併設された郵便事業飯山支店に一部業務を移管。
- 2012年（平成24年）10月1日 - 日本郵便株式会社発足に伴い、郵便事業飯山支店を飯山郵便局に統合。

## 取扱内容
- 郵便、印紙、ゆうパック、内容証明
- 貯金、為替、振替、振込、国際送金、国債、投資信託
- 生命保険、バイク自賠責保険、自動車保険
- ゆうちょ銀行ATM
- 「389-22xx」区域（飯山市の一部）の集配業務
- ゆうゆう窓口

## 風景印
- 図案は『正受庵』・『飯山城趾』・『スキーリフト』
- 使用開始日は1970年（昭和45年）9月10日

## 周辺
- 飯山市役所
- 飯山警察署
- 飯山赤十字病院
- 国道117号
- 千曲川

## アクセス
- JR飯山線 飯山駅から東へ約450m（徒歩約5分）
- 長電バス 西上町停留所下車
- 上信越自動車道 豊田飯山ICから北東へ約7km
- 駐車場あり：5台